# Tiroler Geschichtsverein
Der Tiroler Geschichtsverein ist ein Geschichtsverein, der die Geschichte Tirols in seinen historischen Grenzen erforscht und an die breitere Öffentlichkeit vermittelt. Aufgrund der Teilung Tirols nach dem Ersten Weltkrieg ist der Gesamtverein in eine Sektion Innsbruck (nach österreichischem Recht) und eine Sektion Bozen (nach italienischem Recht) gegliedert.

## Geschichte
Der Tiroler Geschichtsverein wurde 1982 – im Vorfeld der Andreas-Hofer-Gedenkfeier im Jahr 1984 und im Sinne eines Gesamttiroler Patriotismus – gegründet und hat seinen Sitz im ehemaligen Zeughaus Kaiser Maximilians I. Der Verein sieht seinen Auftrag laut Statut darin, „die Kenntnis der Geschichte Tirols in seinen historischen Grenzen zu verbreiten, das geschichtliche Bewusstsein ganz allgemein zu vertiefen sowie alle Maßnahmen zu fördern, die der Erforschung der Geschichte Tirols dienen“.

## Vereinsaktivitäten
Der Verein führt Vorträge, Symposien und Tagungen zur Tiroler Geschichte durch, publiziert entsprechende Werke und veranstaltet Exkursionen. 2010 beschloss der Verein eine Kooperation mit dem Südtiroler Landesarchiv, die 2013 verlängert wurde. Dem Verein steht ein Arbeitsplatz im Landesarchiv zur Verfügung, welches seinerseits im Vereinsvorstand ständig vertreten ist.